# Ape Escape 2
Ape Escape 2 (La fuga de los monos en español) es el título europeo del segundo videojuego de la saga Ape Escape, siendo el título original japonés サルゲッチュ2 (¡Saru te atrapará! 2). Se trata de un plataformas diseñado exclusivamente para PlayStation 2 por Sony Computer Entertainment y distribuido en Japón y Europa por la misma diseñadora, y en Norteamérica por Ubisoft. Se lanzó por primera vez en Japón el 18 de julio de 2001, posteriormente en Europa el 14 de marzo de 2002, y finalmente en Norteamérica el 30 de junio de 2002. En Japón fue relanzado dos veces bajo la línea de títulos PlayStation 2 the best (“Lo mejor de PlayStation 2”), primero el 5 de diciembre de 2002 y de nuevo el 10 de marzo de 2005.
En el juego continúa con la base de su antecesor en la saga, Ape Escape y de la serie de dibujos animados basada en los juegos desarrollada por Frederator. El juego vendió 6’2 millones de copias en todo el mundo.

## Historia
El juego comienza retomando la historia dos años después de que concluyeran los acontecimientos de Ape Escape , cuando Kakeru detiene los planes de Specter de apoderarse del mundo. El Profesor se va de vacaciones dejando a su nieta, Natsumi,y al primo de Kakeru, Hikaru, vigilando su laboratorio.
El Profesor les deja una tarea: realizar la entrega de unos pantalones de mono en el Monkey Park (“Parque de los monos”). Accidentalmente, Hikaru no solo manda los pantalones, sino también algunos cascos de monos, destruyendo el laboratorio en el proceso. Specter se hace con un caso, y vuelve a formar un ejército de monos a fin de gobernar el mundo. Bajo las órdenes, ayudas y consejos de Natsumi, Hikaru ha de capturar a todos los monos y detener a Specter para que no vuelva a ocurrir lo de la vez anterior. Sin embargo, Specter cuenta con los servicios de una pandilla de monos llamada “Los Cinco Monos Locos”, que son más inteligentes que los monos normales y se alimentan de Plátanos Vita-Z.
Hikaru consigue capturar a todos los miembros de la pandilla excepto a Mono Amarillo. Antes de luchar con Mono Blanco, Pipotchi, un monito bebé que acompaña a Hikaru, es secuestrado con el fin de extraer los datos del casco que lleva (una versión que lo hace inteligente y amigable) e introducirlos en el Láser de Letargo. En el proceso de rescatar a Pipotchi, Hikaru accede a la base militar de los monos y se enfrenta con Specter, que lo espera con una versión mejorada de su crucero de combate del anterior juego. Antes de poder pelearse, Mono Amarillo, que ahora es un gigante por culpa de una sobredosis de Plátanos Vita-Z, ataca las instalaciones. Specter huye y Hikaru devuelve a Mono Amarillo a su estado natural y lo captura.
Hikaru, el Profesor y Natsumi descubren el verdadero propósito del Láser del Letargo. Tras dispararlo a la Tierra, todos los humanos perderán la capacidad de luchar, facilitándole a Specter la tarea de hacerse con el mundo. Hikaru se enfrenta a él en su base en la Luna, siendo atacado por un robot gigante. Una vez derrotado Specter trata de activar el láser, pero Hikaru le detiene y le dice que los humanos jamás sen rendirán. Él y Pipotchi huyen de la base lunar, que explota.
Poco después, Specter se vuelve a dar a la fuga. Hikaru tiene que capturar al resto de monos que quedaba pendiente entre que el Profesor averigua el paradero de Specter. Una vez lo encuentran, Hikaru se enfrenta a Specter de nuevo en dos niveles de batalla. Specter pierde y es capturado de nuevo. El juego finaliza completamente cuando, tras haber capturado a todos los monos, Kakeru visita el laboratorio, el cual Hikaru vuelve a destruir accidentalmente al estrellarle un cohete.

## Jugabilidad
Resulta similar al juego anterior. El desplazamiento se realiza con el joystick analógico izquierdo y la cruceta de botones derecho, los artilugios son designados desde el menú que abre el botón SELECT a los botones cuadrado, triángulo, círculo y equis de la cruceta derecha. Aparecen tres artilugios nuevos: El Electro Imán, que se una para mover grandes moles de metal para facilitarse el acceso, el Cañón de Agua que apaga el fuego, y el Bananarán, que desprende olor a plátano y atrae a los monos. Con el primer final del juego, se desbloquea un puño para acceder a zonas secretas.
Un nuevo aporte del juego es Pipotchi, que montado a la espalda de Hikaru, le ayuda a alcanzar bordes altos o lo revive cuando se acaba la vida. Hay, además, monedas que desbloquean contenidos adicionales y minijuegos, y que son obtenidas al golpear objetos u enemigos.

## Personajes principales

### Hikaru
(ヒカル en original; Jimmy en la versión norteamericana). Tiene un año menos que Kakeru (Ape Escape), su primo, y el personaje principal de Ape Escape 2. Es quien provoca los eventos del videojuego al enviar accidentalmente Cascos de Mono al Monkey Park. En un artículo de la PlayStation Magazine se decía que su sueño era convertirse en un héroe auténtico. Al igual que Kakeru es amable, valiente, constante y de una inteligencia normal. Natsumi le manda a capturar los monos, y él lo hace teniendo que pelear en numerosas batallas. Tiene una mascota llamada Pipotchi. En la saga Ape Escape aparece además en Ape Escape 3 y en Saru! Get You! SaruSaru Big Mission (juego de PSP exclusivo de Japón) siendo un prisionero de Mono Rojo que Kakeru y Natsumi han de salvar.

### Natsumi
(ナツミ , en original; Natalie en la versión estadounidense; Katie en Gran Bretaña). Es la nieta del Profesor y la hermana mayor de Satoru y Sayaka (Ape Escape 3). Ayuda a mantener el laboratorio en orden y a capturar a los monos. Tiene catorce años en el primer videojuego y dieciséis en el resto. Es la inventora del nuevo Casco para Monos que le permite a Kakeru y si pandilla controlar a los monos con el Caco de Pipo. Puede tener muy mal humor, ser mandona, y un poco marimacho, se enfada con Kakeru cuando este la rescata demorándose más de lo que debería y con Hakeru por destrozar el laboratorio. Aparece, además, en Ape Escape, Ape Escape 3, Ape Escape: Pumped & Primed (Japón y Norteamérica), Ape Escape Million Monkeys (Japón) y Ape Escape: SaruSaru Big Mission (Japón). Ayuda a Hikaru a aprender a usar los artilugios atrapamonos y la Estación de Viaje.

### Profesor
(ハカセ, en original. A veces llamado Doctor Ozel). Abuelo de Natsumi, Satoru y Sayaka (Ape Escape 3) e inventos de los Cascos para Monos. Es distraído y una buena persona. Regenta el laboratorio donde crea artilugios atrapamonos. Se va de vacaciones dejando el laboratorio a manos de Natsumi e Hikaru. Aparece en Ape Escape, Ape Escape 3, Ape Escape: Pumped & Primed (Japón y Norteamérica), Ape Escape Million Monkeys (Japón) y Ape Escape: SaruSaru Big Mission (Japón).

### Pipotchi
Es el monito bebé mascota de Hikaru. Lleva un Caso de Mono que lo hace amigable en lugar de malvado. Además está dotado de unas pequeñas alas mecánicas que le permiten volar ligeramente. Ayuda a Hikaru a alcanzar plataformas altas y a revivirlo.

## Minijuegos
El juego cuenta de una serie de minijuegos desbloqueables con monedas. Baila, mono baila, Monofútbol y Monoescalada.

## Tipos de monos
Además de por el tipo de casco, los monos se diferencian según el color de su pantalón.
- Amarillo: Son monos normales, sin habilidades especiales. Los hay en mayor número.

- Azul pálido: Cobardes; huyen y se esconden del jugador, por lo cual son difíciles de localizar. Además, sus ojos son más grandes, mostrándoles nerviosos y asustados.

- Azul oscuro: Son buenos corredores, por lo que sueles necesitar artilugios para atraparlos, algunos tiran cáscaras de plátano para hacer escurrirse al jugador.

- Blanco: Expertos en demolición, lanzan bombas, pero no tienen buena vista lo cual es una ventaja para el jugador. Suelen llevar gafas, lo que lo indica.

- Negro: Ataviados, además, con gafas de sol y metralletas. No corren de forma extraordinaria pero disparan a todo lo que se les acerca. Cuando usan las pistolas no se desplazan..

- Rojo: Tienen mucho temperamento, guantes de boxeo y los ojos curvados. Son de naturaleza violenta y dan puñetazos si se acercan a ellos. Solo pueden ser vencidos tras noquearlos. Sus ataques ocasionan más daño que los de los otros monos.

- Verde: Llevan gafas y son los más difíciles de capturar. Están dotados de una mochila que lanza misiles. Sus gafas sirven para ver al jugador desde muy lejos, pero solo si se mueve.

- Arcoíris: Son considerados los que llevan un traje completo. Son impredecibles, pudiendo estar dotados de cualquiera de las habilidades de los diferentes pantalones.

- Desnudos: Algunos monos aparecen desnudos, pero se puede identificar de qué tipo son si llevan algún otro accesorio o porque suelen llevar sus pantalones en la mano. La mayoría son del género de pantalones amarillos.